# معركة كادوقلي
معركة كادوقلي هي حصار مستمر في مدينة كادوقلي ولاية جنوب كردفان، السودان، خلال الحرب الأهلية السودانية الحالية. وهي تضم فصيلين متمردين غير متحالفين، هما الحركة الشعبية لتحرير السودان – الشمال (فصيل الحلو) وقوات الدعم السريع، التي تحاول الاستيلاء على المدينة من القوات المسلحة السودانية.

## الخلفية
كادوقلي هي عاصمة ولاية جنوب كردفان، وهي المنطقة التي تأثرت بتمرد الحركة الشعبية لتحرير السودان - شمال (SPLM-N). تُعتبر هذه الحرب انعكاسًا للحرب الأهلية السودانية الثانية السابقة كما لها دوافع عرقية أيضًا، حيث عانى شعب النوبة المحلي تاريخيًا من القمع من قبل أنظمة شمال السودان ولذلك دعموا الحركة الشعبية لتحرير السودان - شمال. وفي عام 2017، انقسمت الحركة الشعبية لتحرير السودان-شمال إلى فصيلين رئيسيين. وتحالف المتمردون في جنوب كردفان مع عبد العزيز الحلو، وهو من عرقية النوبة، والذي عارض التوصل إلى تسويات مع الحكومة السودانية. وحتى بعد الثورة السودانية عام 2019، عارض الحلو الاتفاقيات المبرمة بين فصائل الحركة الشعبية لتحرير السودان – شمال والقيادة الجديدة للبلاد، مُشيرًا إلى أن الإصلاحات شرط أساسي للسلام.
وفي عام 2020، قُتل خمسة أشخاص في المدينة على يد عناصر الميليشيات. في عام 2023، تصاعدت التوترات داخل الحكومة السودانية وتحولت إلى حرب أهلية بين القوات المسلحة السودانية وقوات الدعم السريع. ومع ذلك، انسحبت معظم قوات الدعم السريع في ولاية جنوب كردفان دون قتال، مما سمح للقوات المسلحة السودانية باحتلال معسكر قوات الدعم السريع السابق في كادوقلي. وسرعان ما أرسلت القوات المسلحة السودانية أيضًا معظم قوات الحامية المحلية إلى مناطق حرب أخرى أكثر أهمية من الناحية الاستراتيجية؛ ظلت كادقلي فقط معقلاً للقوات المسلحة السودانية بسبب استمرار وجود فرقة المشاة 14 تحت قيادة جو كافي. وفي كلتا الحالتين، أثارت الحرب الأهلية الجديدة مخاوف في صفوف الحركة الشعبية لتحرير السودان - قطاع الشمال (الحلو) من أن الصراعات العرقية التي شهدتها حركة التمرد السابقة قد تعود إلى الظهور، مما حدا بها إلى التعبئة وحمل السلاح في نهاية المطاف ضد كل من القوات المسلحة السودانية وقوات الدعم السريع.